# Richfield (hrabstwo Wood)
Richfield – miasto w Stanach Zjednoczonych, w stanie Wisconsin, w hrabstwie Wood.